# 久里浜工場信号所
久里浜工場信号所（くりはまこうじょうしんごうじょ）は、神奈川県横須賀市にある京浜急行電鉄久里浜線の信号場。

## 概要
京浜急行電鉄久里浜工場（現・京急ファインテック久里浜事業所）および付随する留置線への出入場のため、堀ノ内起点2.6 km地点に設置された。1990年2月に久里浜工場留置線を活用して久里浜検車区（後に車両管理区に改組）が開設され、以降同検車区への出入区にも利用される。
命名の由来となった久里浜工場が2001年に京急ファインテック久里浜事業所に改組され、京急久里浜工場の名前は消滅したが、当信号所の名称は変更されていない。

## 歴史
- 1963年（昭和38年）11月：使用開始。
- 1989年（平成元年）または1990年（平成2年）：久里浜検車区開設に伴い、信号扱い所を移設。

## 構造
営業線の東側に着発線1線があり、工場、留置線、検車区が営業線を挟んだ両側にあるため、下り本線を南向きに走行する列車が上り本線に横断できる渡り線が着発線南側に設けられている。

## 用途
京急ファインテック久里浜事業所、車両管理区への入出場の他、両施設への職員輸送列車の起終点となっており、京急ファインテック久里浜事業所内には乗降用の短いプラットホームがある。京急ファインテック一般公開時には利用者輸送用の臨時列車が久里浜工場信号所 - 京急久里浜間に運転されることがある。

## 隣の駅
京浜急行電鉄
 久里浜線
北久里浜駅 (KK66)  - 久里浜工場信号所 - 京急久里浜駅 (KK67)